# Amsterdamand
Amsterdamand (Anas marecula) är en utdöd fågel i familjen änder inom ordningen andfåglar som förekom på Amsterdamön i Indiska oceanen. Dess närmaste nu levande släktingar är troligen bläsänderna. Denna flygoförmögna art är endast känd från benrester och dog troligen ut efter att valfångare anlände till ön, strax efter den senaste rapporten 1793.
Tidigare placerades arten i släktet Anas, men sedan 2017 bryts bläsänderna, snatterand och praktand ut i släktet Mareca av de internationellt ledande taxonomiska auktoriteterna.

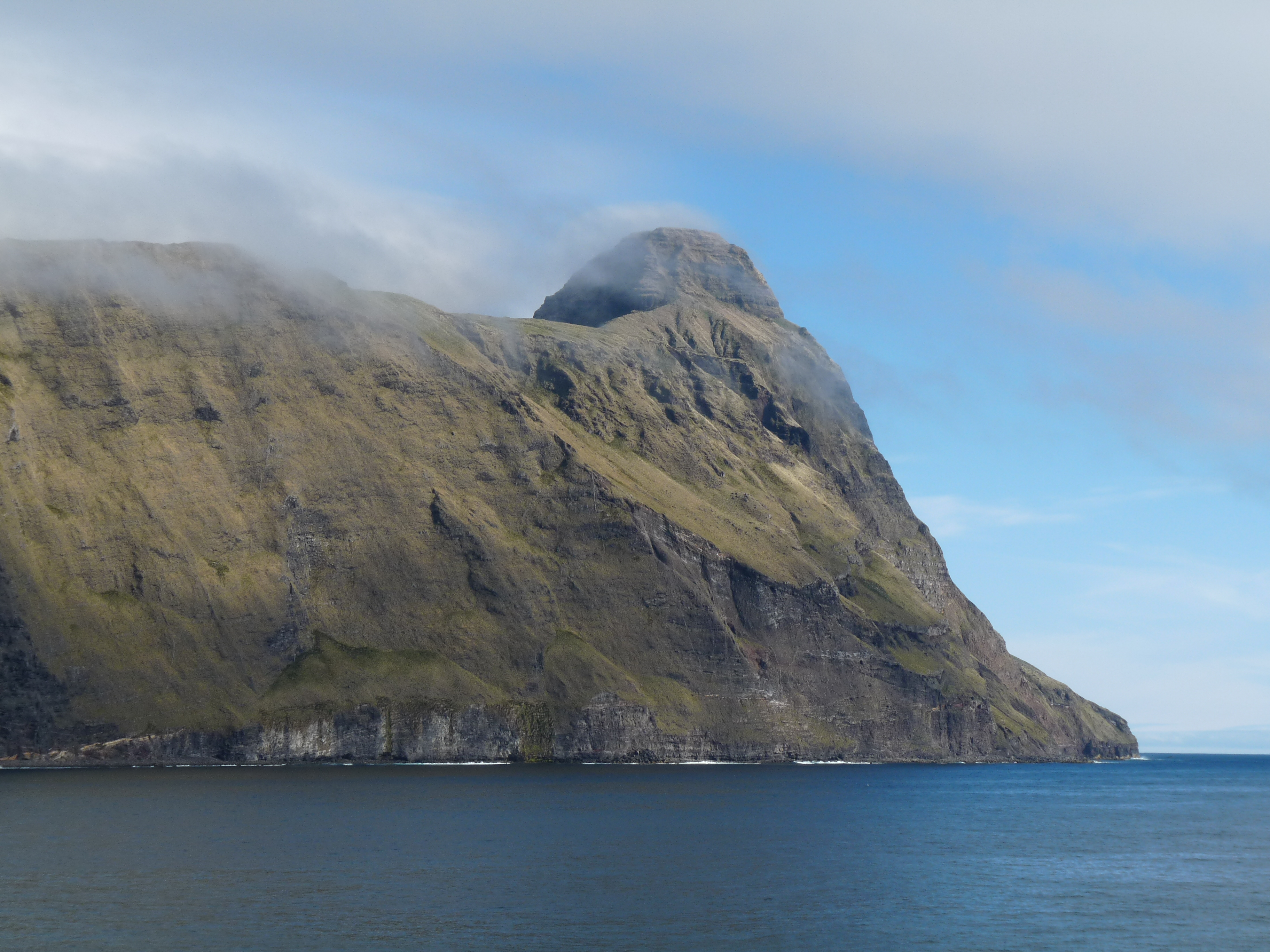
Amsterdamanden förekom tidigare på Amsterdamön i Indiska oceanen.